# مقاطعة لانكستر (كارولاينا الجنوبية)
مقاطعة لانكستر (بالإنجليزية: Lancaster County, South Carolina)‏ هي إحدى مقاطعات ولاية كارولاينا الجنوبية في الولايات المتحدة. ، بلغ عدد سكانها 79089 نسمة في عام 2010 حسب إحصاء مكتب تعداد الولايات المتحدة وتصل الكثافة السكانية فيها 53.9 نسمة/كم2.

## أعلام
- جيمس ماريون سيمز
- ماديسون إس. بيري
- جيمس بلير

## وصلات خارجية
- mylancastersc.org/
- United States Counties